# U.2

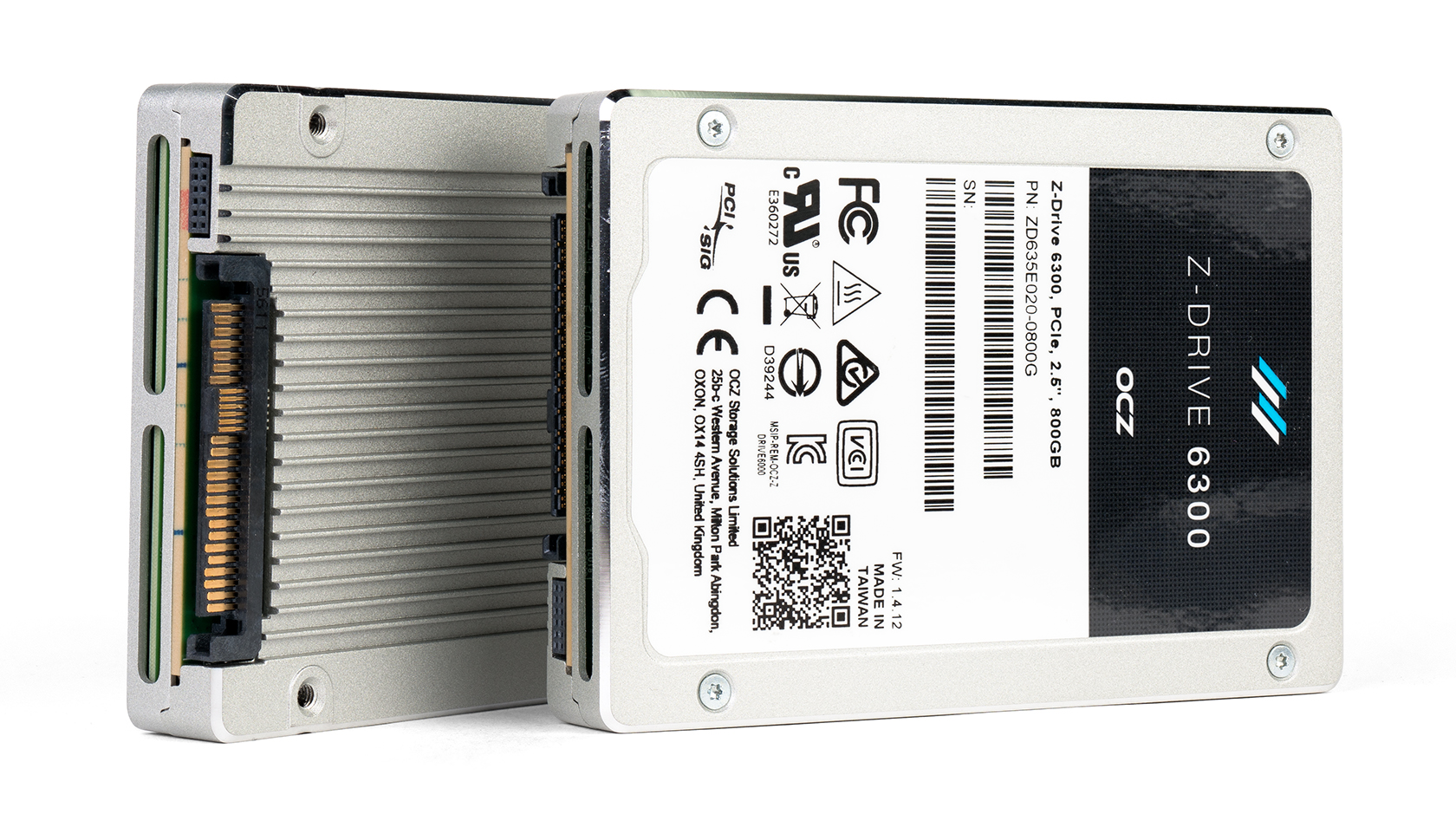
U.2 インターフェイスを備えた 2.5 インチSSD

U.2とは、SSDなどをコンピュータに接続するためのインターフェイスである。以前はSFF-8639と呼ばれていた規格であり、4本のPCI Expressレーンを利用して通信を行う。
エンタープライズ向けに開発された規格であり、新たに策定されたPCI Expressによるドライブと、以前のSASやSATAドライブ両方の接続が可能である。

## 歴史
U.2は、SSD Form Factor Working Group (SFFWG)によって、2011年12月20日にエンタープライズ向けSSDへのPCI Express接続を行うものとして発表された規格である。 レガシーなSASおよびSATAドライブとPCI Expressを用いたドライブを統一したコネクタで接続することが可能であり、2.5インチか3.5インチの筐体を持つ、ホットスワップ可能なものとすることを目的として策定された。
2015年6月、SFF-8639(SFFWG)からU.2にコネクタの名称が変更された。

## コネクタ

SFF-8639 (U.2) コネクタ。SATA、SAS、PCIe x4またはx2、リファレンスクロック、サイドバンドをサポート

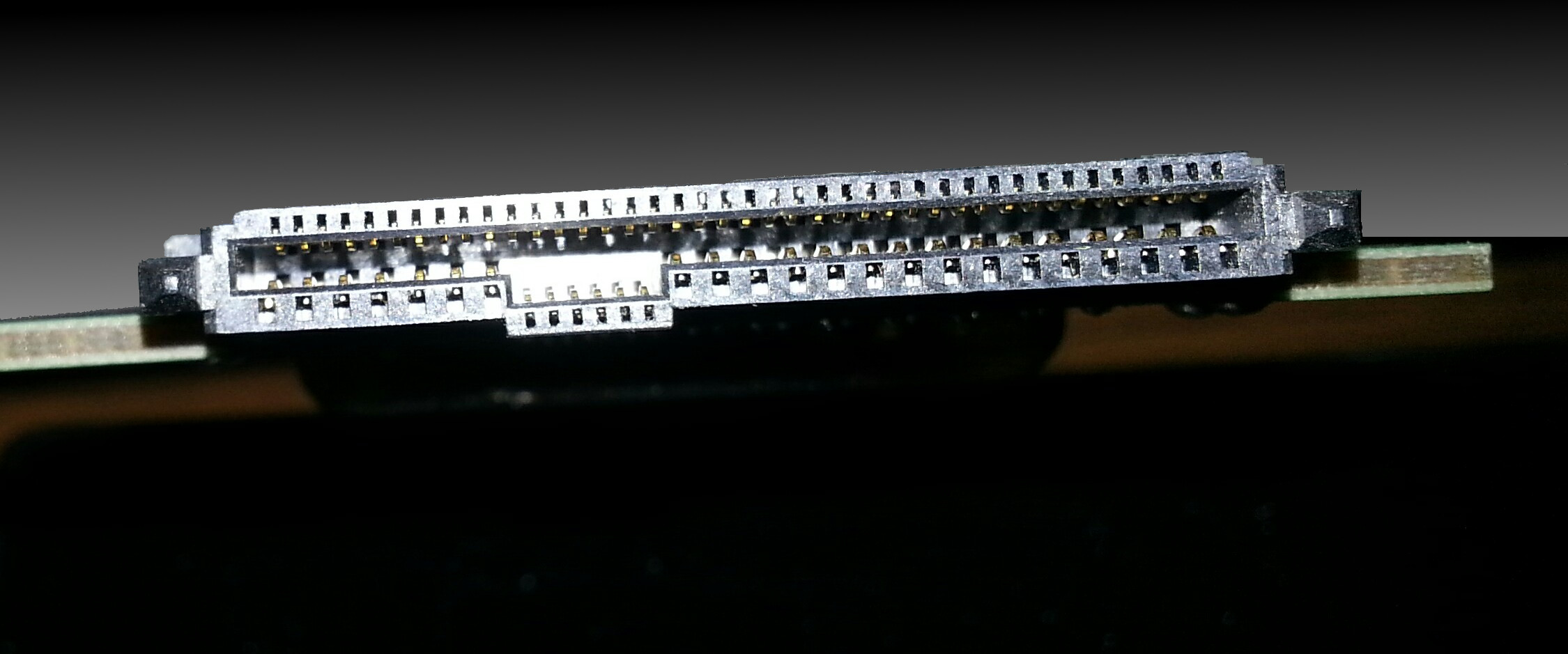
U.2 コネクタ (オス) - Mini-SAS HD アダプタ

U.2コネクタは機械的にはSATA Expressプラグと同一であるが、ピンの使用法を変更することで4本のPCI Expressレーンを提供する。
また、U.2はアダプタを利用することでM.2ポートに接続することが可能である。

## 利用
2015年11月に発売されたIntel 750シリーズには、PCI Express版とU.2版の2種類のモデルが存在する。

## M.2と比較したU.2のメリット
- U.2はホットスワップに対応しているが[7]、 M.2は対応していない[8]。
- M.2は筐体が存在せず基板が露出しているが、U.2には筐体が存在する。
  - U.2は筐体によって、内部のチップや回路を、物理的ダメージや電気的ショート、そして静電気から保護する。 対して、M.2は人の手で基板に接触可能なため、静電気や物理的破壊の危険にさらされる。
  - 筐体によるスムースな表面は、M.2の露出した基板の凹凸よりもほこりの蓄積が起こりにくい。